# Ixodes monospinosus
Ixodes monospinosus este o specie de căpușe din genul Ixodes, familia Ixodidae, descrisă de Saito în anul 1968. Conform Catalogue of Life specia Ixodes monospinosus nu are subspecii cunoscute.